# Alfred Gass
Alfred Gass (* 27. Juli 1912 in Basel; † 29. Juni 1987 in Rothenfluh, Kanton Basel-Landschaft) war ein Schweizer Flach- und Dekorationsmaler,  Maler und Grafiker.

## Leben und Werk

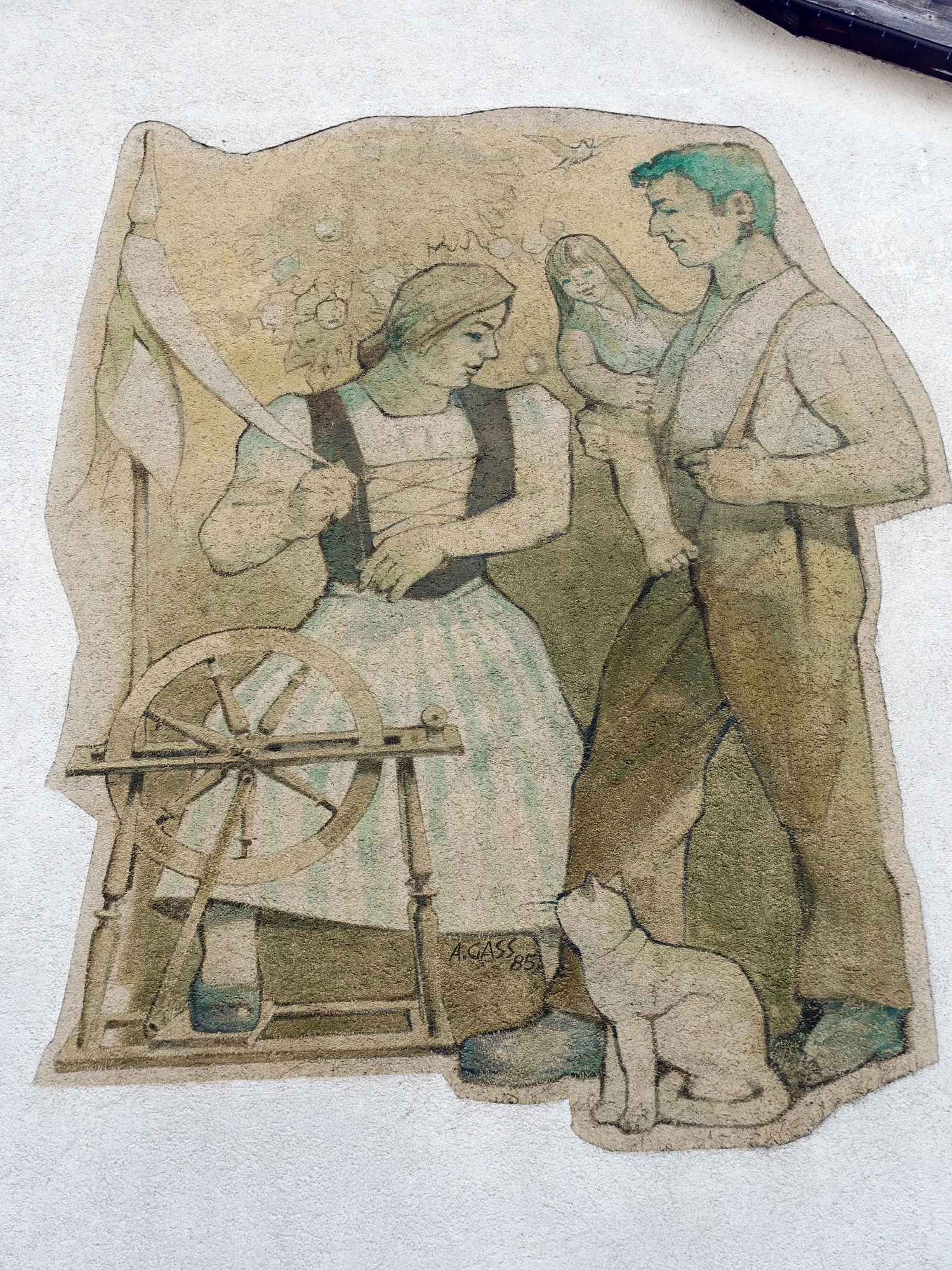
Wandbild in Ormalingen

Gass absolvierte eine Flachmalerlehre und besuchte die Fachklasse für Graphiker an der Allgemeinen Gewerbeschule Basel.  In der Folge bildete sich Gass autodidaktisch weiter und malte ab den 1930er Jahren u. a. Kinoplakate und Theaterkulissen. Ab 1964 lebte Gass in Rothenfluh und malte verschiedene Fassadenbilder im oberen Baselbiet.